# 彦根明
彦根 明（ひこね あきら、1962年 - ）は日本の建築家。彦根アンドレアと彦根建築設計事務所を共同宰。東海大学非常勤講師。東京芸術大学貢献会員。

## 略歴
埼玉県生まれ。
- 1981年 東京学芸大学附属高等学校卒業[1]
- 1985年 東京芸術大学建築学科卒業[1]
- 1987年 東京芸術大学大学院建築学科修士課程修了[1]
- 1986年[要出典] 株式会社 磯崎新アトリエ勤務[1]（- 1991年[要出典]）
- 1990年 彦根建築設計事務所 設立[1]
- 1999年 東海大学非常勤講師[1]（現職[要出典]）
- 2010年 東京芸術大学美術学部建築科『匠美会』副会長[要出典]
- 2010年 一般社団法人建築家住宅の会理事[要出典]
- 2016年 一般社団法人建築家住宅の会理事長[要出典]
- 2017年 東京芸術大学貢献会員[要出典]

## 受賞歴
- 1993年 日経ニューオフィス賞中部ニューオフィス推進賞、第24回富山県建築賞[1]（SILVER WING）
- 1994年 日本建築士会連合会賞・グッドデザイン賞[1](SILVER WING)
- 2003年 グッドデザイン賞[1](CLOSED OPEN)
- 2008年 日本建築家協会 優秀建築選2008[1]
- 2009年 日本建築学会 作品選集2009[1]
- 2010年 日本建築家協会 優秀建築選2010[1]
- 2011年 日本建築家協会 優秀建築選2011・グッドデザイン賞[1](EARTH WIND & SUNSHINE)
- 2012年 第32回INAXデザインコンテスト 銀賞[1]
- 2023年 グッドデザイン賞（雲仙宮崎旅館）

## 著書
- 2011年 最高に美しい住宅をつくる方法（エクスナレッジ）
- 2013年 家の図鑑（共著・エクスナレッジ）
- 2015年 最高に美しい住宅をつくる方法2（エクスナレッジ）
- 2016年 LIFE and iPhone iPhoneでセンスがいいねといわれる写真を撮る方法（エクスナレッジ）